# Ranking FIFA
| Najlepsza 20 rankingu Stan na 10 lipca 2025 |                   |         |        |
| Poz.                                        | Reprezentacja     | Punkty  | Zmiana |
| 1.                                          | Argentyna         | 1885,36 |        |
| 2.                                          | Hiszpania         | 1867,09 |        |
| 3.                                          | Francja           | 1862,03 |        |
| 4.                                          | Anglia            | 1813,32 |        |
| 5.                                          | Brazylia          | 1777,69 |        |
| 6.                                          | Portugalia        | 1770,53 | 1      |
| 7.                                          | Holandia          | 1758,18 | 1      |
| 8.                                          | Belgia            | 1736,38 |        |
| 9.                                          | Niemcy            | 1716,98 | 1      |
| 10.                                         | Chorwacja         | 1707,51 | 1      |
| 11.                                         | Włochy            | 1702,58 | 2      |
| 12.                                         | Maroko            | 1698,72 |        |
| 13.                                         | Meksyk            | 1689,73 | 4      |
| 14.                                         | Kolumbia          | 1679,46 |        |
| 15.                                         | Stany Zjednoczone | 1671,04 | 1      |
| 16.                                         | Urugwaj           | 1670,76 | 3      |
| 17.                                         | Japonia           | 1641,23 | 2      |
| 18.                                         | Senegal           | 1635,10 | 1      |
| 19.                                         | Szwajcaria        | 1635,08 | 1      |
| 20.                                         | Iran              | 1624,30 | 2      |
| Reprezentacja Polski w rankingu             |                   |         |        |
| Poz.                                        | Reprezentacja     | Punkty  | Zmiana |
| 37.                                         | Polska            | 1502,40 | 3      |
| Największy awans w rankingu                 |                   |         |        |
| Poz.                                        | Reprezentacja     | Punkty  | Awans  |
| 40.                                         | Kostaryka         | 1439,85 | 14     |
| Największy spadek w rankingu                |                   |         |        |
| Poz.                                        | Reprezentacja     | Punkty  | Spadek |
| 70.                                         | Jamajka           | 1362,97 | 7      |
| 90.                                         | Haiti             | 1261,42 | 7      |

Ranking FIFA (ang. FIFA Men’s World Ranking, FIFA/Coca-Cola World Ranking) – zestawienie piłkarskich reprezentacji narodowych, federacji zrzeszonych w FIFA, którego celem jest możliwie najwierniejsze odzwierciedlenie układu sił panujących w światowym futbolu. W obecnie obowiązującym systemie punktowane są wszystkie oficjalne spotkania międzypaństwowe, rozgrywane przez reprezentacje narodowe, państw członkowskich FIFA. Aktualną metodę przyznawania punktów zaprezentowano w 2021 r. Obecnie w rankingu zestawionych jest 210 drużyn z całego świata.

## Historia
Pod koniec 1990 r. FIFA po raz pierwszy opublikowała częściowy ranking reprezentacji narodowych za miniony rok. Ranking roczny opublikowano również w grudniu 1991 r. i grudniu 1992 r., natomiast od sierpnia 1993 r. zestawienie opracowywane jest i publikowane co miesiąc (z rzadkimi wyjątkami, gdy ranking nie był publikowany). Od tamtego momentu ranking ukazuje się cyklicznie raz na miesiąc (z wyjątkiem zestawienia przypadającego na czerwiec w roku rozgrywania MŚ, jednak tak nie jest od 2014 r.). W ciągu pierwszych pięciu lat powstawania rankingu wypadały miesiące, w których ranking nie był publikowany. Głównym powodem takiej sytuacji był brak rozgrywania meczów przez reprezentacje narodowe. Od początku ranking ma swojego sponsora. Jest nim firma Coca-Cola. Ranking trzykrotnie przechodził reformę przyznawania punktów. Wszystkie zmiany (1999, 2006, 2018) były odpowiedzią na krytykę pod adresem wiarygodności zestawienia.

### Reforma rankingu z 1999 roku
Podstawowe założenie w przyznawaniu punktów do rankingu brzmiało: 3 punkty za zwycięstwo, 1 za remis, 0 za porażkę. Wszystko opierało się na takim samym systemie, jaki obowiązywał w rozgrywkach ligowych. Rozwiązanie takie budziło jednak wiele kontrowersji i prowadziło do umniejszenia powagi rankingu. Po siedmiu latach od pierwszej publikacji FIFA zdecydowała się na reformę systemu.
Zmiana metody przyznawania punktów w zależności od:
- liczby strzelonych bramek
- miejsca rozegrania meczu („u siebie” i „na wyjeździe”)
- ważność meczu
- poziomu piłkarskiego danego kontynentu

Jako nowość wprowadzono dwie nagrody:
- Drużyna Roku
- Nagroda za największy awans

Zmiany skomplikowały ranking, jednak uczyniły go także bardziej wiarygodnym.

### Reforma rankingu z 2006 roku
7 grudnia 2005 na kongresie w Lipsku Rada Wykonawcza FIFA podjęła decyzję o kolejnej reformie systemu, który wszedł w życie po MŚ 2006. Główna zmiana polegała na skróceniu czasu, z którego wyniki brane byłyby pod uwagę – z ośmiu do czterech lat. Z rankingu wykreślono zapisy dotyczące przyznawania punktów za strzelone bramki oraz różnic w rozgrywaniu meczów u siebie i na wyjeździe. Pierwszy raz zreformowanego systemu oceniania użyto 12 lipca 2006.

### Reforma rankingu z 2013 roku
17 stycznia 2013 zmieniono dzień tygodnia ukazywania się rankingu FIFA ze środy na czwartek.

### Reforma rankingu z 2014 roku
Począwszy od 2014 r. ranking FIFA ukazuje się także w czerwcu, w roku, w którym odbywają się mistrzostwa świata w piłce nożnej.

### Reforma rankingu z 2018 roku
W czerwcu 2018 r. FIFA ogłosiła zmiany w sposobie liczenia rankingu FIFA, które weszły w życie po MŚ 2018. Nowy ranking (SUM) został w dużej mierze oparty na rankingu Elo. Pierwsze notowanie ogłoszono 16 sierpnia 2018. W nowej formule nie jest już liczona średnia roczna punktów, a także nie ustala się siły rywala na podstawie konfederacji, do której należy. Dodatkowo gospodarze turniejów mistrzowskich nie powinni być już tak bardzo poszkodowani w rankingu.

### Reforma rankingu z 2021 roku
Począwszy od rankingów z kwietnia 2021 r., punkty drużyn są teraz zaokrąglane do dwóch miejsc po przecinku, a nie do najbliższej liczby całkowitej.

### Liderzy rankingu
Pierwszym liderem rankingu zostali mistrzowie świata 1990, czyli reprezentacja zjednoczonych Niemiec. Na prowadzeniu zmieniła ich Brazylia, która w eliminacjach do MŚ 1994 wygrała pięć z ośmiu meczów, strzelając przy tym dwadzieścia bramek i tracąc cztery. Włochy, czyli następny po Brazylii lider rankingu, był liderem jeden miesiąc. Potem 1. miejsce ponownie zajęły Niemcy. Zaledwie po dwóch miesiącach nastało długoletnie panowanie reprezentacji Brazylii - trwające siedem lat - do czasu, gdy wyprzedziła ich Francja, czyli mistrz świata 1998 i mistrz Europy 2000. Sukces z MŚ 2002 przywrócił Brazylię na 1. miejsce, na którym pozostawała ona aż do lutego 2007 r., gdy na tron po czternastu latach powrócili Włosi (mistrzowie świata 2006). Miesiąc później na pierwszym miejscu zameldowała się Argentyna, ale i ona zdołała utrzymać się na prowadzeniu tylko miesiąc. Od kwietnia do lipca liderem pozostawały Włochy. Po zwycięstwie w Euro 2008 po raz pierwszy w historii liderem została Hiszpania, natomiast po wygranej w Pucharze Konfederacji 2009 na 1. miejsce awansowała Brazylia. W listopadzie 2009 r. na 1. miejsce powrócili Hiszpanie. Nie trwało to jednak długo, gdyż w maju 2010 r., tuż przed MŚ 2010 liderem została Brazylia. Jednak po nieudanym dla nich turnieju „Canarinhos” utracili pozycję lidera na rzecz zwycięzcy mundialu – Hiszpanii, która przez następny rok nie oddała 1. miejsca w rankingu. Dopiero Holandia wykorzystała szansę strącenia Hiszpanii z pierwszego miejsca w rankingu FIFA w sierpniu 2011 r., po przegranej „Furia Roja” w meczu z Włochami. Z pierwszego miejsca Holendrzy mogli się cieszyć tylko przez miesiąc, gdyż w kolejnym, wrześniowym wydaniu rankingu, Hiszpania znów przejęła przodownictwo w światowej piłce nożnej mężczyzn, które trwało do Mundialu 2014. Nowym liderem, po 20 latach przerwy, zostali mistrzowie świata z 2014 r. – Niemcy. W lipcu 2015 r., pierwszy raz od siedmiu lat, liderem rankingu została Argentyna, zaś w listopadzie 2015 r. po raz pierwszy na jego czele znalazła się Belgia. W kwietniu 2016 r. reprezentacja Argentyny powtórnie objęła pozycję lidera. W kwietniu 2017 r. Argentyna utraciła pozycję lidera na rzecz Brazylii, która powróciła na tę lokatę po 7 latach. W lipcu 2017 r. Brazylia straciła pozycję lidera na rzecz Niemiec, ale w sierpniu ją odzyskała. Od września Niemcy ponownie zajmowali pierwszą lokatę w rankingu. W sierpniu 2018 r. po wygranym mundialu 2018 liderem została Francja. We wrześniu 2018 r. po raz pierwszy w historii pozycję lidera objęły dwie drużyny – do Francji dołączyła Belgia. Od października 2018 Belgia była samodzielnym liderem rankingu i utrzymywała tę pozycję przez prawie 4 lata, gdzie tylko Brazylia i Hiszpania utrzymywały ją razem dłużej. Po tych prawie 4 latach w marcu 2022 r. liderem została Brazylia, która na nim była przez około rok, zanim została wyprzedzona w kwietniu 2023 r. przez Argentynę po wygranym MŚ 2022.

## Aktualne zasady obliczania liczby punktów w rankingu
Punktacja drużyny po rozegraniu meczu obliczana jest według wzoru:
{\displaystyle P=Pb+I\cdot (W-We),}
gdzie:
- {\displaystyle Pb} oznacza liczbę punktów drużyny przed rozegraniem meczu;
- {\displaystyle I} jest wagą rozegranego meczu:
  - {\displaystyle I=5} – za mecz towarzyski poza terminami FIFA,
  - {\displaystyle I=10} – za mecz towarzyski w terminie FIFA,
  - {\displaystyle I=15} – za mecz fazy grupowej Ligi Narodów UEFA,
  - {\displaystyle I=25} – za mecz fazy play-off lub finału Ligi Narodów UEFA,
  - {\displaystyle I=25} – za mecz eliminacji mistrzostw kontynentalnych lub Mistrzostw Świata,
  - {\displaystyle I=35} – za mecz finałów mistrzostw kontynentalnych przed fazą ćwierćfinałową,
  - {\displaystyle I=40} – za mecz finałów mistrzostw kontynentalnych od fazy ćwierćfinałowej lub za mecz Pucharu Konfederacji,
  - {\displaystyle I=50} – za mecz finałów Mistrzostw Świata przed fazą ćwierćfinałową,
  - {\displaystyle I=60} – za mecz finałów Mistrzostw Świata od fazy ćwierćfinałowej;
- {\displaystyle W} jest wynikiem rozegranego meczu:
  - {\displaystyle W=1} – za zwycięstwo,
  - {\displaystyle W=0{,}5} – za remis,
  - {\displaystyle W=0} – za porażkę;
- {\displaystyle We} jest spodziewanym wynikiem meczu, obliczonym według wzoru {\displaystyle We={\frac {1}{10^{-dr/600}+1}},} gdzie {\displaystyle dr} oznacza różnicę między punktacją drużyny przed meczem a punktacją jej przeciwnika.

Do rankingu drużyny nie wlicza się meczu rozegranego w fazie pucharowej mistrzostw kontynentalnych lub mistrzostw świata, jeżeli uwzględnienie tego meczu spowodowałoby obniżenie punktacji danej drużyny (tj. jeśli {\displaystyle W<We,} to {\displaystyle P=Pb}).
Gdy mecz zakończył się remisem, a po jego zakończeniu odbyła się seria rzutów karnych, zwycięzcy serii wlicza się {\displaystyle W=0{,}75,} zaś przegranemu {\displaystyle W=0{,}5.}

## Krytyka
Metoda obliczania rankingu w pierwszych latach jego istnienia wzbudzała kontrowersje. Problemem okazał się brak meczów rozgrywanych przez gospodarzy turniejów rangi mistrzowskiej, np. mistrzostw świata, mistrzostwa Europy. Drużyna gospodarzy nie brała udziału w eliminacjach, rozgrywając w tym samym czasie mecze towarzyskie, które nie były jednak tak samo punktowane jak te eliminacyjne. Problem ten został rozwiązany dopiero przed Euro 2016. Gospodarza (Francję) przydzielono do grupy z najmniejszą liczbą drużyn (5–zespołowej grupy I), w której jedna z ekip w danej kolejce pauzowała, grając z Francuzami mecz towarzyski, punktowany identycznie jak spotkania eliminacyjne.
Ciągłe skargi pod adresem rankingu zmusiły FIFA do zmiany systemu gratyfikacji zespołów. Pierwsza zmiana nastąpiła w 1999 r. Jednak rozwiązanie to w takim samym stopniu poprawiło i skomplikowało rozumienie rankingu. Kolejna zmiana nastąpiła podczas kongresu w Lipsku 7 lipca 2005, a nowe zasady weszły w życie 12 lipca 2006.

## Poziom piłkarski kontynentu
Według FIFA najwyższy poziom piłkarski kontynentu prezentuje Europa, następnie klasyfikowane są: Ameryka Południowa, Afryka, Azja, Ameryka Północna, a najsłabsza jest Oceania.
| Lp. | Kontynent          | Najwyższe miejsce w roku                                 |
| --- | ------------------ | -------------------------------------------------------- |
| 1.  | Europa             | 1 (Francja, Włochy, Niemcy, Hiszpania, Holandia, Belgia) |
| 2.  | Ameryka Południowa | 1 (Brazylia, Argentyna)                                  |
| 3.  | Afryka             | 4 (Kamerun, WKS)                                         |
| 4.  | Azja               | 8 (Korea Płd., Japonia)                                  |
| 5.  | Ameryka Północna   | 8 (Meksyk, USA)                                          |
| 6.  | Oceania            | 47 (Nowa Zelandia)                                       |